# John Anglin
John William Anglin (Donalsonville, Georgia, 2 mei 1930) was een Amerikaans crimineel die in juni 1962 uit het gevangeniseiland Alcatraz ontsnapte en daarna nooit meer is gezien. 
Er is in 2013 een brief onder Johns naam verstuurd naar de Amerikaanse politie, waarin werd gevraagd om medische hulp. Het is echter niet duidelijk of John Anglin daadwerkelijk degene is die deze brief heeft geschreven.

## Beginjaren
John Anglin en zijn broer Clarence Anglin zijn geboren in Donalsonville, Seminole County. Zijn ouders waren George Robert Anglin en Rachael Van Anglin. Het was een groot gezin met veertien kinderen (zeven jongens en zeven meisjes). De kinderen groeiden op in Donalsonville, waarna de familie is verhuisd naar Florida. John en Clarence gingen elke mei naar Michigan om kersen te plukken om zo de familie financieel te helpen. Daar leerden ze zwemmen in ijskoud water.

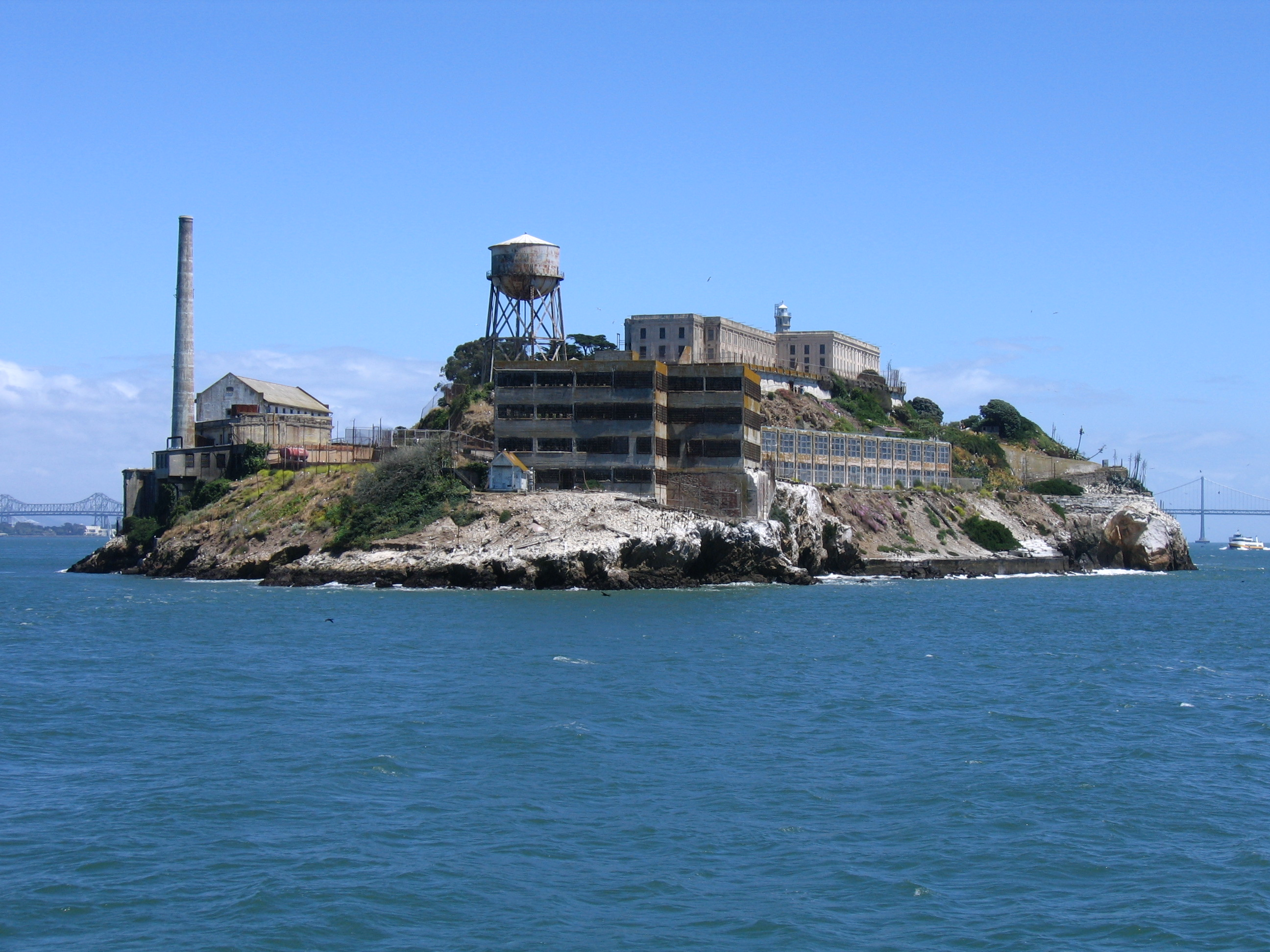
Alcatraz

## Bankoverval en detentie
Op 17 januari 1958 beroofden John Anglin en zijn broers Clarence en Alfred een bank in Columbia (Alabama) met een speelgoedpistool en maakten daarbij $ 19.000 buit. Ze beroofden meestal plaatsen die op dat moment gesloten waren, om zeker te zijn dat niemand gewond zou raken. Ze werden 5 dagen later opgepakt in Hamilton (Ohio) en veroordeeld tot een gevangenisstraf van 35 jaar. Nadat hij had gepoogd te ontsnappen uit de staatsgevangenis in Atlanta, werd John overgeplaatst naar een gevangenis in Leavenworth (Kansas). Nadat hij daar opnieuw een ontsnappingspoging deed, werd hij overgeplaatst naar de best beveiligde gevangenis van de Verenigde Staten: Alcatraz. Hij arriveerde daar op 21 oktober 1960 als gevangene AZ1476, en zijn broer Clarence kwam daar op 10 januari 1961 aan. In september 1961 bedachten de gebroeders Anglin samen met de medegevangenen Frank Morris en Allen West, die ze beiden nog kenden uit Atlanta, een uitgebreid plan voor een ontsnappingspoging.

## Ontsnapping

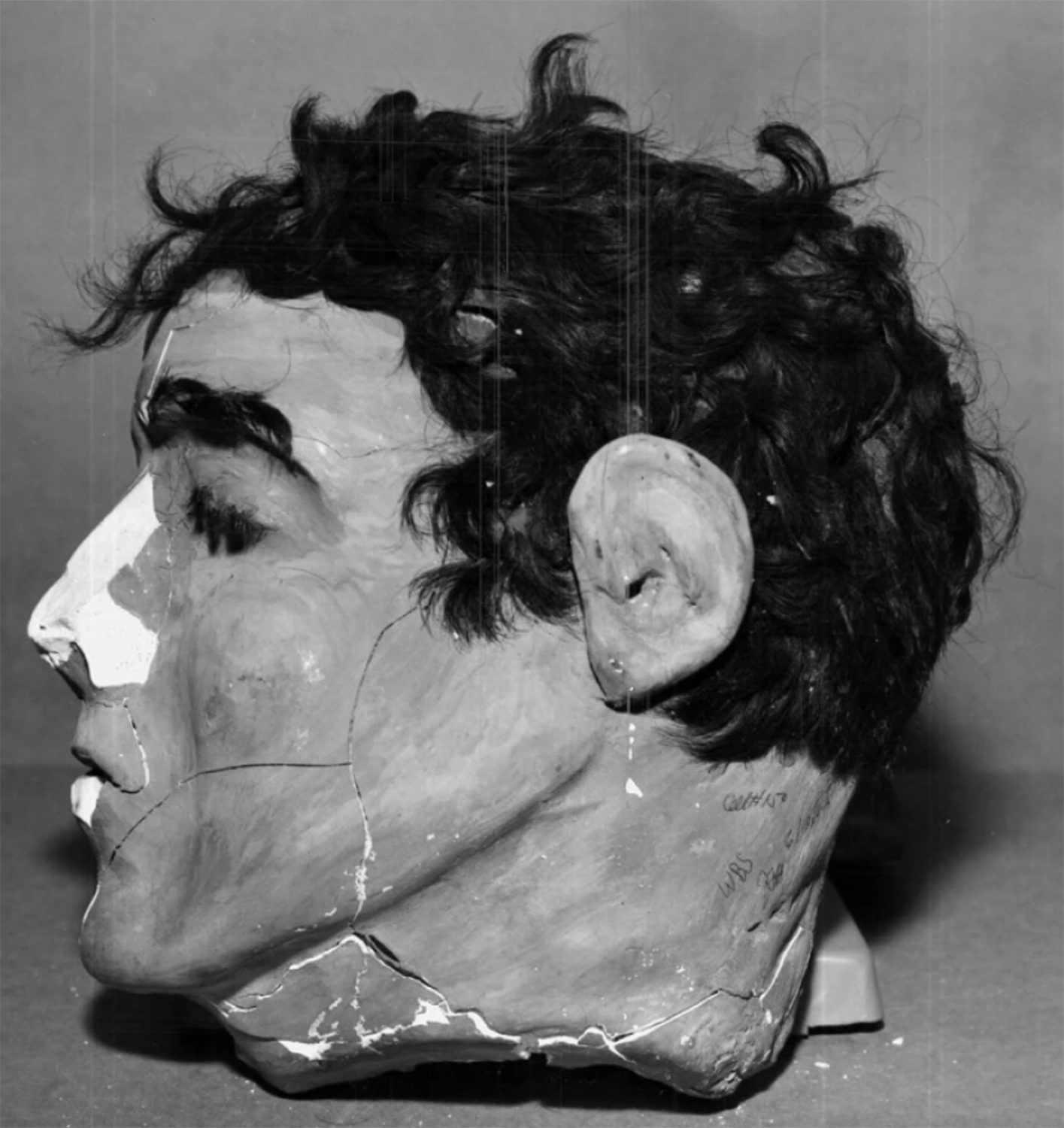
Een van de maskers.

Tegen het einde van mei 1962 waren Morris, West en de gebroeders Anglin klaar met het maken van een gat in de muur rondom het ventilatierooster in hun cellen. Ook hadden ze levensechte maskers gemaakt om de bewakers te misleiden. In de nacht van 11 op 12 juni begon de ontsnapping met Morris en de Anglins door het beklimmen van de ventilatieschacht. Door een van de ijzeren spijlen te verwijderen bereikten ze de top van het dak. Met behulp van een opblaasbaar rubberen vlot dat ze hadden gemaakt van aan elkaar gelijmde regenjassen baanden ze vervolgens peddelend een weg door de zee. Ze zijn nooit meer gezien. De volgende ochtend was de politie op zoek naar de drie ontsnapte criminelen rond Alcatraz en Angel Island, maar dat was tevergeefs. In 1962 zijn de drie criminelen op FBI's Most Wanted-lijst gezet. West heeft het niet gered om uit zijn cel te ontsnappen en hij werd niet vervolgd. Nog geen jaar later, op 21 maart 1963, werd Alcatraz officieel gesloten.

## In de media
In 1963 publiceerde J. Bruce Campbell zijn boek Escape from Alcatraz over ontsnappingen van Alcatraz Island, met name over de ontsnapping van Frank Morris en de broers Anglin.
De film Escape from Alcatraz (1979) gaat ook over deze ontsnapping. Anglin wordt hierin gespeeld door Fred Ward.
In 2023 verscheen John Anglin in de Marvel Studios Disney+-televisieserie Loki. Hierin werd hij gespeeld door een van de regisseurs van de televisieserie, Justin Benson. De broers Anglin en Morris ontsnappen in een aparte tijdlijn ook uit de Alcatraz gevangenis maar worden tijdens de ontsnapping onderbroken door Loki.